# Павле Пекић (партизан)
Павле Пекић (Шавник, 3. јун 1910 — Сплит, 4. септембар 1990), учесник Народноослободилачке борбе, друштвено-политички радник СФР Југославије и генерал-мајор ЈНА у резерви.

## Биографија
Рођен је 3. јуна 1910. године у Шавнику.
У Загребу је завршио Средњу медицинску школу. Пре Другог светског рата радио је као банкарски чиновник.
Члан Комунистичке партије Југославије (КПЈ) постао је 1939. године. Учесник Народноослободилачке борбе је од 1941. године.
Најпре је био секретар партијске ћелије у Шавнику, командант места у ослобођеном Шавнику и командант Дурмиторског војног подручја.
Од јуна 1942. године је био у Врховном штабу НОВ и ПОЈ, где је био шеф Комисије за борбу против пете колоне. Маја 1944. године, када је формирано Одељење за заштиту народа (ОЗН), постао је начелник Другог одсека, који је био задужен за рад на ослобођеној територији. Овај одсек је 1946. године био језгро за формирање Управе државне безбедности (УДБ), у којој је обављао дужност главног секретара.
Након рата завршио је Вишу војну академију у Совјетском Савезу. Радио је у Министарству унутрашњих послова ФНРЈ, односно Државном секретаријату за унутрашње послове (ДСУП), где је био помоћник Државног секретара за унутрашње послове и државни подсекретар Савезног извршног већа (СИВ).
Умро је 4. септембра 1990. године у Сплиту.
Носилац је Партизанске споменице 1941. и других југословенских одликовања, међу којима су — Орден Републике са златним венцем, два Ордена заслуга за народ са златном звездом, Орден братства и јединства са златним венцем и Орден за храброст. Такође, одликован је и совјетским Орденом Отаџбинског рата првог реда.